# Ichneumon exlex
Ichneumon exlex là một loài tò vò trong họ Ichneumonidae.